# Amata submarginalis
Amata submarginalis är en fjärilsart som beskrevs av Walker 1869. Amata submarginalis ingår i släktet Amata och familjen björnspinnare. Inga underarter finns listade i Catalogue of Life.